# Władysław Paluchowski
Władysław Jacek Paluchowski – polski psycholog, dr hab. nauk humanistycznych, profesor nadzwyczajny Instytutu Psychologii Wydziału Nauk Historycznych i Pedagogicznych Uniwersytetu Wrocławskiego i Akademii Sztuk Pięknych w Poznaniu.

## Życiorys
W 1970 ukończył studia psychologiczne na Uniwersytecie im. Adama Mickiewicza, 6 marca 1978 obronił pracę doktorską Psychologiczne determinanty struktury zachowania się w sytuacji konfliktu w świetle aktywistycznej koncepcji człowieka T. Tomaszewskiego, 1 stycznia 1991 habilitował się na podstawie pracy zatytułowanej Diagnozowanie osobowości. Testowanie - interpretacja - interwencja. 23 grudnia 2010 nadano mu tytuł profesora w zakresie nauk humanistycznych. Został zatrudniony na stanowisku profesora w Instytucie Psychologii na Wydziale Nauk Społecznych Uniwersytetu im. Adama Mickiewicza w Poznaniu, w Katedrze Nauk Ekonomicznych na Wydziale Prawa i Administracji Uniwersytetu im. Adama Mickiewicza, oraz w Katedrze Promocji i Krytyki Sztuki na Wydziale Edukacji Artystycznej Akademii Sztuk Pięknych w Poznaniu.
Był profesorem nadzwyczajnym Instytutu Psychologii Wydziału Nauk Historycznych i Pedagogicznych Uniwersytetu Wrocławskiego i Akademii Sztuk Pięknych w Poznaniu.
Jest członkiem w Komitecie Psychologii na I Wydziale Nauk Humanistycznych i Społecznych  Polskiej Akademii Nauk i Zespołu Interdyscyplinarnego do spraw Współpracy Naukowej z Zagranicą (Zespół Specjalistyczny, Interdyscyplinarny, Doradcze i Zadaniowe Ministra) Ministerstwa Nauki i Szkolnictwa Wyższego.